# Brod v Podbočju
Brod v Podbočju je naselje v Občini Krško na levem bregu Krke pod Gorjanci.